# 本命年組合
本命年組合（日语：年男ユニット）是傑尼斯事務所在每年年度常規節目《傑尼斯跨年演唱會》上推出的僅限一日的限定組合。該組合由傑尼斯事務所所屬藝人中即將過本命年藝人參加，但基於日本《勞動標準法》的限制，12周歲的本命年藝人即便已經發行了出道CD也不能參與該組合。在節目結束后，所有該組合的成員都會身著黒紋付袴來接受主持人的採訪，暢談自己來年的期許。但是2012年的近藤真彥和2017年的全體成員都沒有這個環節。

## 野豬八人組
野豬八人組是在“傑尼斯跨年演唱會 2006－2007”上由豬年出生的藝人結成的。最初的組合是沒有風間俊介所組成的七人組。

### 成員
- 坂本昌行（V6）
- 屋良朝幸（日语：屋良朝幸）（MA）
- 二宮和也（嵐）
- 松本潤（嵐）
- 丸山隆平（關西傑尼斯8）
- 中丸雄一（KAT-TUN）
- 上田竜也（KAT-TUN）
- 風間俊介（小傑尼斯）

## 啾啾七人組
啾啾七人組 是在“2007－2008 十週年！必看SONG表演 傑尼斯倒計時歌合戰”上由鼠年出生的藝人所組成。

### 成員
- 山口達也（TOKIO）
- 長野博（V6）
- 錦戶亮（關西傑尼斯8、NEWS）
- 小山慶一郎（NEWS）
- 安田章大（關西傑尼斯8）
- 赤西仁（KAT-TUN）
- 生田斗真 （小傑尼斯）

## 公牛四人組
公牛四人組 是在“東西巨蛋10萬人召集！傑尼斯除夕演唱會 （2008年-2009年）”上由牛年出生的藝人所組成。（※同本命年的佐藤アツヒロ（元光GENJI）沒有出演。）

### 成員
- 山下智久 （NEWS）
- 大倉忠義（關西傑尼斯8）
- 田中聖（KAT-TUN）
- 田口淳之介（KAT-TUN）

## 老虎四人組
老虎四人組是在“東西巨蛋10萬人召集！傑尼斯除夕超豪華演唱會 （2009年-2010年）”上由虎年出生的藝人所組成。

### 成員
- 国分太一（TOKIO）
- 龜梨和也（KAT-TUN）
- 增田貴久（NEWS）
- 內博貴

## 白兔三人組
白兔三人組是在“起飛！傑尼斯風暴來襲除夕演唱會 （2010年-2011年）”上由兔年出生的藝人所組成。

### 成員
- 加藤成亮 （NEWS）
- 手越祐也 （NEWS）
- 藤谷太輔（Kis-My-Ft2）

## 龍子三人組
龍子三人組是在“東西巨蛋聯播！傑尼斯跨年演唱會（2011年-2012年） ”上由龍年出生的藝人所組成。（※當時馬里烏斯葉（Sexy Zone）因年齡問題沒有出場。）

### 成員
- 近藤真彦
- 井之原快彥（V6）
- 宮田俊哉（Kis-My-Ft2）

## 2012年－2013年（未成立）
沒有成立，但在蛇年出生的藝人有錦織一清（少年隊），松岡昌宏（TOKIO）及桐山照史（小傑尼斯）

## 斑馬六人組
斑馬六人組是在“創造新的傳說 傑尼斯跨年直播 （2013年-2014年）”上由馬年出生的藝人所組成。 （※同年的植草克秀（少年隊）、東山紀之（少年隊）、長瀨智也（TOKIO）沒有出演。）

### 成員
- 薮宏太 （Hey! Say! JUMP）
- 高木雄也（Hey! Say! JUMP）
- 伊野尾慧（Hey! Say! JUMP）
- 八乙女光（Hey! Say! JUMP）
- 玉森裕太（Kis-My-Ft2）
- 二階堂高嗣（Kis-My-Ft2）

## 2014年－2015年（未成立）
因跨年演唱會沒有在電視上轉播而沒有成立，但在羊年出生的藝人包括堂本光一（KinKi Kids）、堂本剛（KinKi Kids）、森田剛（V6）、三宅健（V6）、有岡大貴（Hey! Say! JUMP）、千賀健永（Kis-My-Ft2）。

## 靈猴三人組
靈猴三人組是在“史上最多大合集！傑尼斯跨年直播 （2015年-2016年）”上由猴年出生的藝人所組成。（※同年的還有内海光司（元光GENJI）。）

### 成員
- 岡田准一（V6）（※因參與NHK紅白歌唱大賽沒有出席，以等身紙板代替）
- 大野智（嵐）
- 重岡大毅（Johnny's WEST）

## 雄雞十一人
雄雞十一人 是在“傑尼斯跨年演唱會 （2016-2017）”上由雞年出生的藝人所組成。是本命年組合中人數最多的一屆。

### 成員
- 岡本健一
- 澀谷昴（關西傑尼斯8）
- 横山裕（關西傑尼斯8）
- 今井翼（瀧與翼）
- 岡本圭人（Hey! Say! JUMP）
- 山田涼介（Hey! Say! JUMP）
- 中島裕翔（Hey! Say! JUMP）
- 知念侑李（Hey! Say! JUMP）
- 橋本良亮（A.B.C-Z）
- 神山智洋（Johnny's WEST）
- 藤井流星（Johnny's WEST）

## 汪汪六人組
汪汪六人組是在“傑尼斯跨年20周年記念超豪華直播（2017-2018） ”上由狗年出生的藝人所組成。六人共同合唱了特別組曲。（※同年的瀧澤秀明、向井康二、高地優吾沒有出演。）

### 成員
- 城島茂（TOKIO）
- 櫻井翔（嵐）
- 相葉雅紀（嵐）
- 村上信五（關西傑尼斯8）
- 中山優馬
- 中島健人（Sexy Zone）

## 野豬九人組
野豬九人組是在“傑尼斯跨年平成LAST夢之物語!超豪華直播（2018-2019） ”上由豬年出生的藝人所組成。九人共同合唱了特別組曲。

### 成員
- 坂本昌行（V6）
- 二宮和也（嵐）
- 松本潤（嵐）
- 丸山隆平（關西傑尼斯8）
- 中丸雄一（KAT-TUN）
- 上田龍也（KAT-TUN）
- 風間俊介
- 菊池風磨（Sexy Zone）
- 岸優太（King & Prince）

## 啾啾六人組
啾啾六人組是在“傑尼斯跨年令和FIRST夢之物語!超豪華直播（2019-2020） ”上由鼠年出生的藝人所組成。六人共同合唱了「圍成一圈來跳舞」為節目結尾。

### 成員
- 長野博（V6）
- 小山慶一郎（NEWS）
- 安田章大（關西傑尼斯8）
- 佐藤勝利（Sexy Zone）
- 小瀧望（Johnny's WEST）
- 傑西（SixTONES）

## 公牛八人組
公牛八人組是在“給日本帶來勇氣!傑尼斯跨年在東京街上 歌聲連接你我 現場直播（2020-2021） ”上由牛年出生的藝人所組成。1985年出生的大倉・北山・五關共同合唱少年隊的「假面舞會」、1997年出生的松島・平野・神宮寺・森本・目黑共同合唱V6的「圍成一圈來跳舞」。由於有些組合參加紅白歌合戰，因此年男合唱環節是從各組合的所在場地轉播一起合唱的。

### 成員
- 大倉忠義（關西傑尼斯8）
- 北山宏光（Kis-My-Ft2）
- 五關晃一（日语：五関晃一）（A.B.C-Z）
- 松島聰（Sexy Zone）
- 平野紫耀（King & Prince）
- 神宫寺勇太（King & Prince）
- 森本慎太郎（SixTONES）
- 目黑蓮（Snow Man）※預錄 （因宮館涼太感染COVID-19，團員們被列為密切接觸者）

## 虎子九人組
虎子九人組是在“在東京巨蛋睽違2年的大集合! 傑尼斯跨年倒數2021→2022 ”上由虎年出生的藝人所組成。

### 成員
- 龜梨和也（KAT-TUN）
- 增田貴久（NEWS）
- 横尾涉（Kis-My-Ft2）
- 戶塚祥太（日语：戸塚祥太）（A.B.C-Z）
- 塚田僚一（A.B.C-Z）
- 越岡裕貴（日语：越岡裕貴）（4U）
- 松崎祐介（日语：松崎祐介）（4U）
- 福田悠太（日语：福田悠太）（4U）
- 辰巳雄大（日语：辰巳雄大）（4U）

### 腳註
1. ↑  在日語中既是老鼠叫聲的擬聲詞，也有代表親吻的意思，故而選擇了中文中讀音和意思相對接近的“啾啾”。

### 出典
1. ↑  . 體育報知. 2006-12-21. （原始内容存档于2006-12-24）.
2. ↑  . 每日體育在線. 2007-12-31. （原始内容存档于2007-12-31）.